# The Divine Fury
The Divine Fury (Originaltitel: Saja) ist ein südkoreanischer Action-Mysteryfilm von Kim Ju-hwan aus dem Jahr 2019. 

## Handlung
Yong-hu ist der bisher ungeschlagene Mixed-Martial-Arts-Weltmeister. Als er bei seinem nächsten Kampf ein tätowiertes Kreuz auf dem Rücken seines Kontrahenten sieht, geht er wie besessen auf ihn los. In der Nacht hat er einen Traum von einem Kreuz auf seiner Hand. Als er aufwacht hat er an dieser Stelle eine Verletzung. Diese wird mit der Zeit immer größer und hört nicht auf zu bluten. In der Nacht wird er immer wieder von finsteren Gestalten heimgesucht. Er geht von Arzt zu Arzt, doch niemand kann ihn helfen. Letztlich hört er auf den Rat seines Managers und besucht dessen Schwester, die Schamanin ist. Sie kann die Dämonen um ihn herum sehen und seinen Glauben. Wie sein Vater sei er ein guter Mensch und diese Kraft schütze ihn. Sie empfiehlt ihm, eine bestimmte Kirche aufzusuchen.
Als Yong-hu dort ankommt, wird er von Krähen attackiert. Doch als ein Priester namens Choi aus der Kirche stürmt, wenden sie sich von Yong-hu ab und er kann die Kirche betreten. Dort wird er Zeuge eines Exorzismus. Priester Ahn hat Probleme mit einem Dämonen, doch Yong-hu kommt zur Hilfe und weist ihn in die Schranken. Als er mit seiner Hand den Kopf des Dämonen berührt, beginnt dieser zu brennen. Priester Ahn schüttet Weihwasser darauf und der Dämon ist besiegt. Der Mensch kehrt zu seinem normalen selbst zurück, bewusstlos. Priester Ahn erzählt Yong-hu, die Wunde auf seiner Hand sei ein Stigma, das Zeichen Jesu. Yong-hu kann sich das nicht erklären, da er nicht an Gott glaube.
Priester Ahn wurde vom Vatikan nach Seoul entsandt. Er bleibt länger, da ein mächtiger Dämon, den er den „Schwarzen Bischof“ nennt, in Seoul sei. Priester Ahn versucht ihn ausfindig zu machen und Yong-hu möchte ihn unterstützen. Dabei erfährt Ahn von der besessenen Su-jin. Als Ahn und Yong-hu sie aufsuchen, wirkt sie zunächst nicht sehr dämonisch. Auch ein Kreuz löst keine Reaktion aus. Sie behauptet, ihre Mutter sei verrückt geworden. Doch Ahn lässt sich nicht täuschen. Er ist überzeugt, dass sie besessen ist. Gemeinsam überwältigen sie Su-jin und flößen ihr Weihwasser in den Rachen. Dadurch tritt der Dämon in Erscheinung. Er sagt, er sei der Dämon, der auch den Körper beherrschte, der für den Tod seines Vaters verantwortlich sei. Nach einem Kampf, in dem die Dämonen auch zu Yong-hu sprechen, können sie den Dämonen besiegen. Zur gleichen Zeit bemerkt der geheimnisvolle Schwarze Bischof, dass etwas nicht stimmt. Er versucht Su-jin aus der Ferne zu töten. Doch Priester Ahn kann sie mit einem Gebet retten.
Kurz darauf wird Yong-hu von jemandem aufgesucht, der sich als Priester ausgibt. Er sagt, Yong-hu dürfe Ahn nicht trauen. Dieser versuche nur Yong-hus Kraft auszunutzen, ohne Rücksicht auf ihn. Als Ahn ihn am nächsten für einen weiteren Exorzismusfall anruft, nimmt Yong-hu nicht ab. Ahn macht sich alleine los. Allerdings handelt es sich um eine Falle und Ahn wird plötzlich mit sehr mächtigen Dämonen im Körper eines Jungen konfrontiert. Yong-hu, der derweil von anderen Dämonen in Menschengestalt zu Vertragsverhandlungen verführt wird, bekommt ein ungutes Gewissen. Er versucht Ahn zu erreichen, doch dieser sei gerade beim Exorzismus. Er macht sich auf den Weg und kann Ahn gerade noch retten. Doch dieser wurde vom Schwarzen Bischof mit einer dämonischen Klinge verwundet und ist in einem kritischen Zustand. Er bringt ihn in die Kirche zu Choi und versucht den Hauptdämonen ausfindig zu machen. Von Su-jin erfährt er, wo beide sich trafen.
Er besucht den Club, der dem Schwarzen Bischof gehört und konfrontiert ihn. Doch dieser wartet bereits mit anderen, von Dämonen Besessenen auf ihn. Yong-hu kann sie besiegen und den Hauptdämon stellen. Nach einem langen Kampf kann er ihn vernichten. Als er in die Kirche zurückkehrt, geht es Ahn besser.

## Rezeption
The Divine Fury lief am 31. Juli 2019 in den südkoreanischen Kinos an und erreichte über 1,6 Millionen Kinobesucher. In Deutschland wurde der Film von Splendid Film am 24. Januar 2020 veröffentlicht.
Der Film erhielt überwiegend mäßige Kritiken. Nach John DeFore von Hollywood Reporter habe Park Seo-joon in Divine Fury nicht das gleiche Charisma wie in Midnight Runners (2017). Er sei ausdruckslos. Außerdem sei der Film länger als er sein müsste. Nach Dennis Harvey von der Variety sei der Film ausreichend atmosphärisch, trotz seiner Länge. John Tan von The New Paper bespricht den Film positiv und vergibt 4 von 5 Sternen. Es sei ein Actionfilm mit Horror-Elemente und erinnere an die Blade-Reihe. Für Yoon Min-sik von der Korea Herald ist der Film nicht originell genug und zu sehr wie ein Superheldenfilm. Auf das fiktive Universum werde kaum eingegangen, der Fokus liegt auf der Action. Der Film mache zwar teilweise Spaß, wirke aber zu vertraut. The Divine Fury aufgrund seines Stiles und des Themas des Okkultismus mit dem amerikanischen Film Constantine (2005) von Francis Lawrence verglichen. Regisseur Kim Ju-hwan sagte, er habe Lawrence getroffen, um gemeinsam den Film zu besprechen.